# キノコ中毒
キノコ中毒（キノコちゅうどく）では、キノコを摂食したことによる食中毒について解説する。ただし本項では、キノコを食材として用いた料理が、食中毒の原因となる細菌などにより汚染されたことなどによって発生し得る食中毒については省略する。

## 症状
毒キノコによる食中毒の症状は様々であるが、主に原形質毒性型、神経障害型、消化器障害型の3つに分類されるが、中にはドクササコのような特異な毒性による例も存在し、食用のキノコでも加熱の不充分や生食、古くなったもので胃腸障害を起こすことがある。

### 原形質毒性型

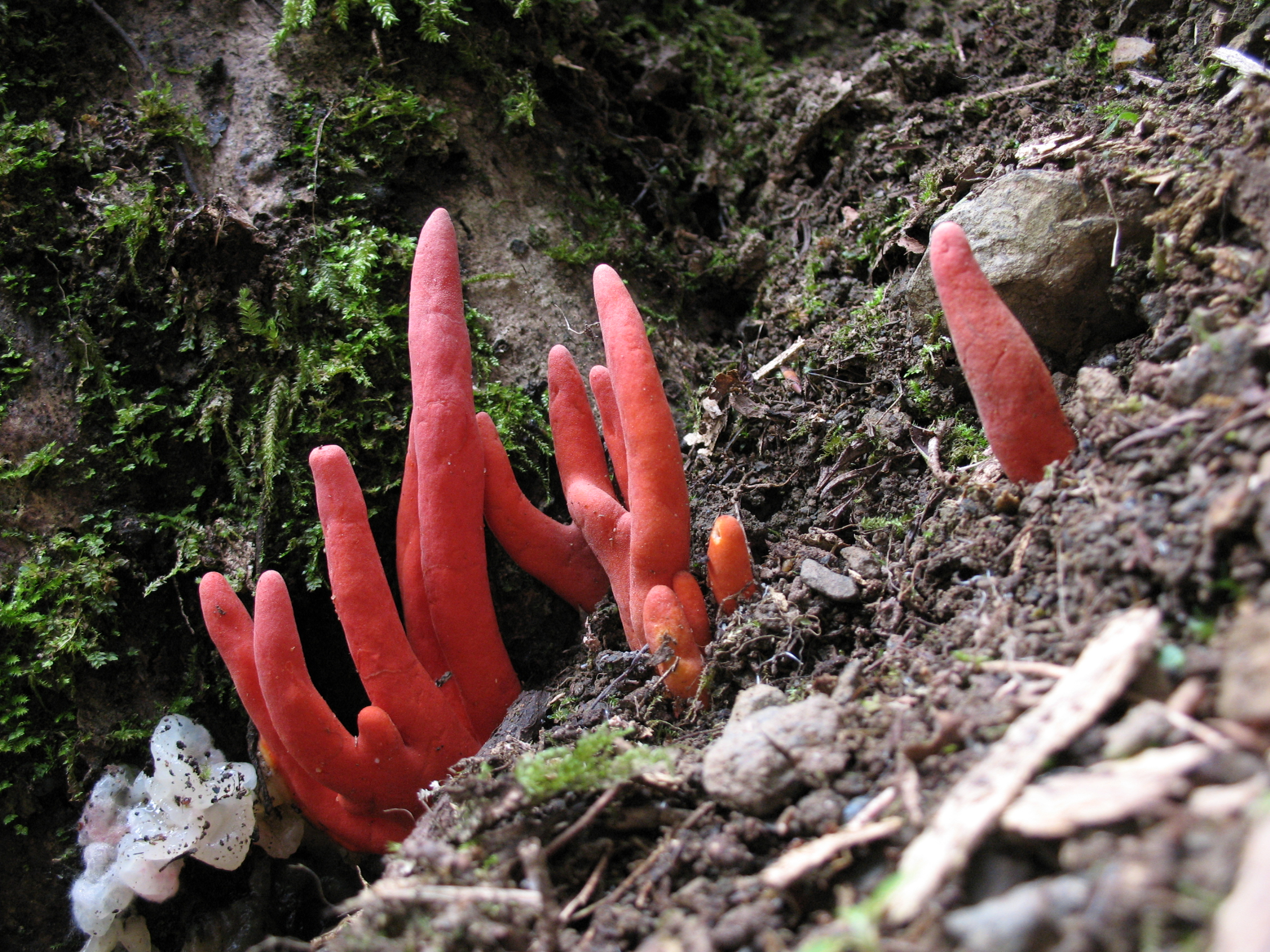
カエンタケ

様々な臓器や細胞に作用し、致死率が高い。
コレラ様症状型
潜伏期間が長く、摂食後6時間以上、平均10時間で発症する。初期症状は腹痛、激しい嘔吐、下痢であり、水溶性下痢が継続し脱水症状から肝障害が起きる。悪化すると腎不全や、肝不全に伴う肝性脳症を併発して死に至る。主な毒キノコにドクツルタケ、シロタマゴテングタケ、タマゴテングタケ、タマシロオニタケ、タマゴタケモドキ、コレラタケがある。また、主な毒性成分として環状ペプチドのアマトキシン、ファロトキシン、ビロトキシンが知られている。
溶血障害、心機能不全型
ニセクロハツは摂食後30分程度で嘔吐、下痢が始まり、言語障害、痙攣、縮瞳、背筋硬直、血尿（ミオグロビン尿）を発症する。致死率が高く、心不全から死に至る。中毒の主要因は横紋筋融解症であり、2-シクロプロペンカルボン酸により引き起こされることが確認されている。
循環器障害型
カエンタケは摂食後30分以降に悪寒、発熱、腹痛、嘔吐、下痢、手足のしびれなどを発症する。また喉の渇きや、粘膜のびらん、脱毛といった症状も見られ、進行すると腎不全、消化器不全、脳障害などにより死に至る例もある。毒性成分として環状トリコテセン類のサトラトキシンHおよびその酢酸エステル、ベルカリンJ、ロリジンEが確認されている。

### 神経障害型

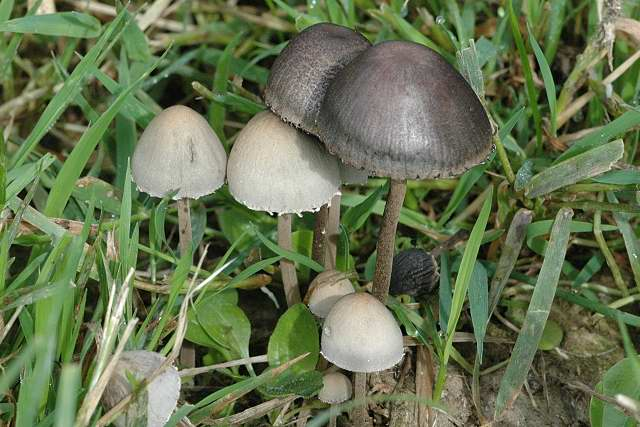
ワライタケ

神経系に作用し、幻視、幻聴、知覚麻痺、激しい頭痛、めまいといった症状が見られる。
副交感神経刺激型（ムスカリン様症状型）
発症が早く、摂食後10分から30分で激しい発汗、腺分泌の亢進が始まり、縮瞳による視力障害、血圧低下、意識喪失などの症状が起こる。主な毒キノコはアセタケ属のオオキヌハダトマヤタケ、クロトマヤタケ。有毒成分はムスカリン、ムスカリジンなどのアミン類である。
副交感神経麻痺型（アトロピン様症状型）
摂食後30分以降に異常な興奮、流涎、散瞳による視力障害、うわ言、幻覚といった症状が見られ、進行するとけいれん、筋硬直が起こる。主な毒キノコはテングタケ、ベニテングタケ、ハエトリシメジ。毒性成分はイボテン酸、ムッシモール、トリコロミン酸などのイソオキサゾール化合物である。
中枢神経麻痺型（幻覚剤様症状型）
摂食後30分から1時間で幻視、幻聴が起こる。また知覚麻痺、めまい、言語障害などが見られ、重症化すると精神錯乱や筋弛緩を起こし意識不明となることもある。主な毒キノコはワライタケ、センボンサイギョウガサ、ヒカゲシビレタケ、シビレタケ、アイゾメシバフタケ。毒性成分はシロシビン、シロシン、ブフォテニンなどのトリプタミン誘導体である。
末梢血管運動神経刺激型（肢端紅痛症型）
ドクササコは摂食後6時間以上たってから不快感、吐気、全身の倦怠感が現れる。数日経過すると手足先端にしびれ、灼熱感、激痛が生じて赤腫浮腫が見られる。症状は1ヶ月から3ヶ月以上継続する。毒性成分はクリチジン、アクロメリン酸A、Bなどである。
ジスルフィラム型（アンタビュース型）
キノコを食べる前後に飲酒した時にのみ発症する。これはアルデヒド脱水素酵素の阻害によって、エタノールの代謝に伴って発生するアセトアルデヒドが体内に蓄積したことによるもので、ちょうどアルデヒド脱水素酵素が欠損したヒトが飲酒した場合と、ほぼ同様のことが起こる。20分から2時間後に顔、首、胸が紅潮し、激しい頭痛、めまい、嘔吐、呼吸困難といった症状が見られる。主な毒キノコはホテイシメジ、ヒトヨタケ、スギタケ。毒性成分はコプリン。

### 消化器障害型

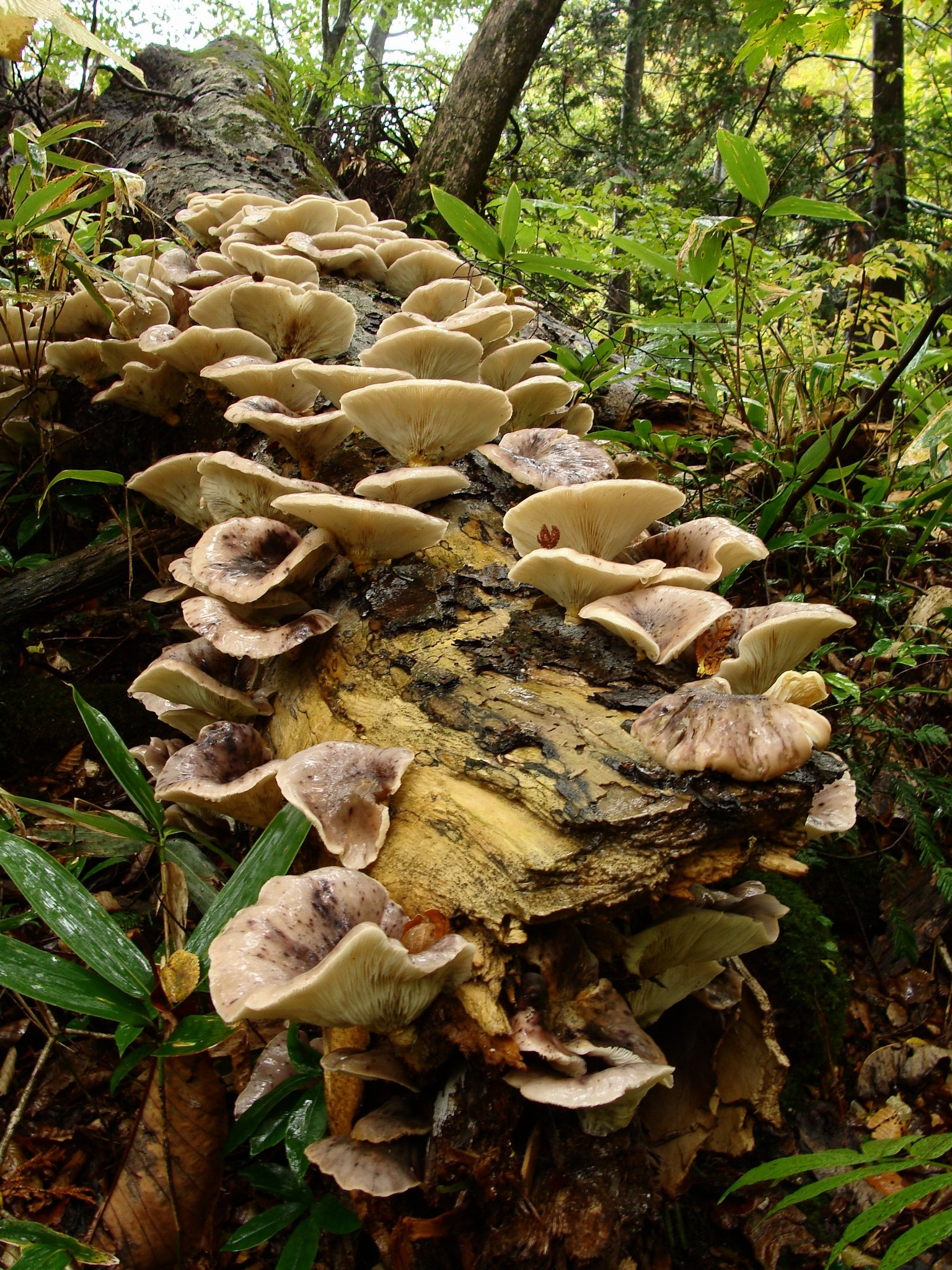
ツキヨタケ

摂食後20分から2時間で吐気、嘔吐、全身の倦怠感を発症する。主な毒キノコはツキヨタケ、クサウラベニタケ、カキシメジ、ニガクリタケ、ドクベニタケ、アシベニイグチ、ドクカラカサタケ、オオシロカラカサタケ。毒性成分としてラノスタン系トリテルペン類のイルジンS、M、ファシクロールが確認されている。

### 食用キノコによる食中毒
キノコの毒性成分は加熱により分解するものが多く、生食や加熱不充分により食用キノコでも胃腸障害が起きる。発生件数が多いのはマイタケ、ニオウシメジ、といったシアン産生菌、ムラサキシメジ、シメジモドキなどである。また、シイタケ、マツタケもアレルギー性胃腸炎を起こした例があり、特にシイタケでは過剰摂取によるしいたけ皮膚炎、胃腸障害を起こした症例の報告が多い。
シイタケは汗をかいて古くなったものを食べるとヒスタミンが増殖して食中毒を引き起こすとされている。
この他に、かつて食用とされていたキノコによる食中毒として2004年に発生したスギヒラタケの急性脳症がある。スギヒラタケは人工透析を受けている腎機能障害のあるヒトが食べると急性脳症により死に至ることがある。また、腎機能障害のないヒトでも発症した事例が確認されている。

## 毒性成分の例
アミン類
- ムスカリン
- ムスカリジン

イソオキサゾール化合物
- イボテン酸
- ムッシモール
- トリコロミン酸

環状トリコテセン類
- サトラトキシンH
- ベルカリンJ
- ロリジンE

環状ペプチド
- アマトキシン
- ファロトキシン
- ビロトキシン

トリプタミン誘導体
- シロシビン
- シロシン
- ブフォテニン

ヒドラジン誘導体
- ギロミトリン
- モノメチルヒドラジン

ラノスタン系トリテルペン類
- イルジンS、M
- ファシクロール

その他
- クリチジン
- アクロメリン酸A、B
- コプリン

## 毒キノコの分類
毒キノコのほとんどは担子菌門に属しており、特にハラタケ目の一部の科に多い。ハラタケ目のうちテングタケ科は致死率の高い種が多く、キシメジ科は日本で中毒の発生頻度が高いツキヨタケ、カキシメジを含む。モエギタケ科には幻覚症状を起こす毒キノコが含まれている。また、子嚢菌門ではノボリリュウタケ科に属する致死性の毒キノコが知られている。
ほとんどの毒キノコは腐生菌に分類されるが、菌根菌の毒キノコにはテングタケ科、フウセンタケ科、ベニタケ科など毒性の強いものがある。

## 日本におけるキノコ中毒

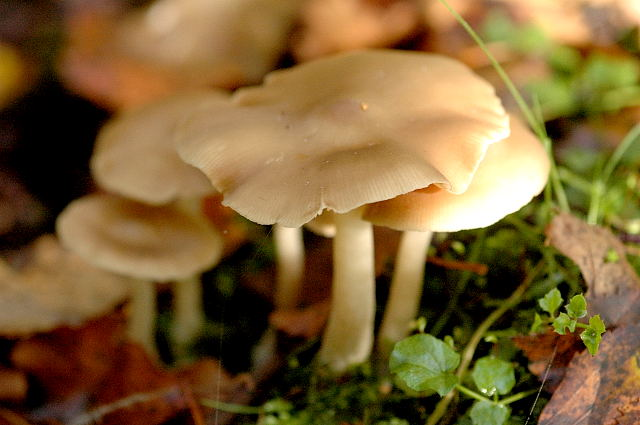
クサウラベニタケ

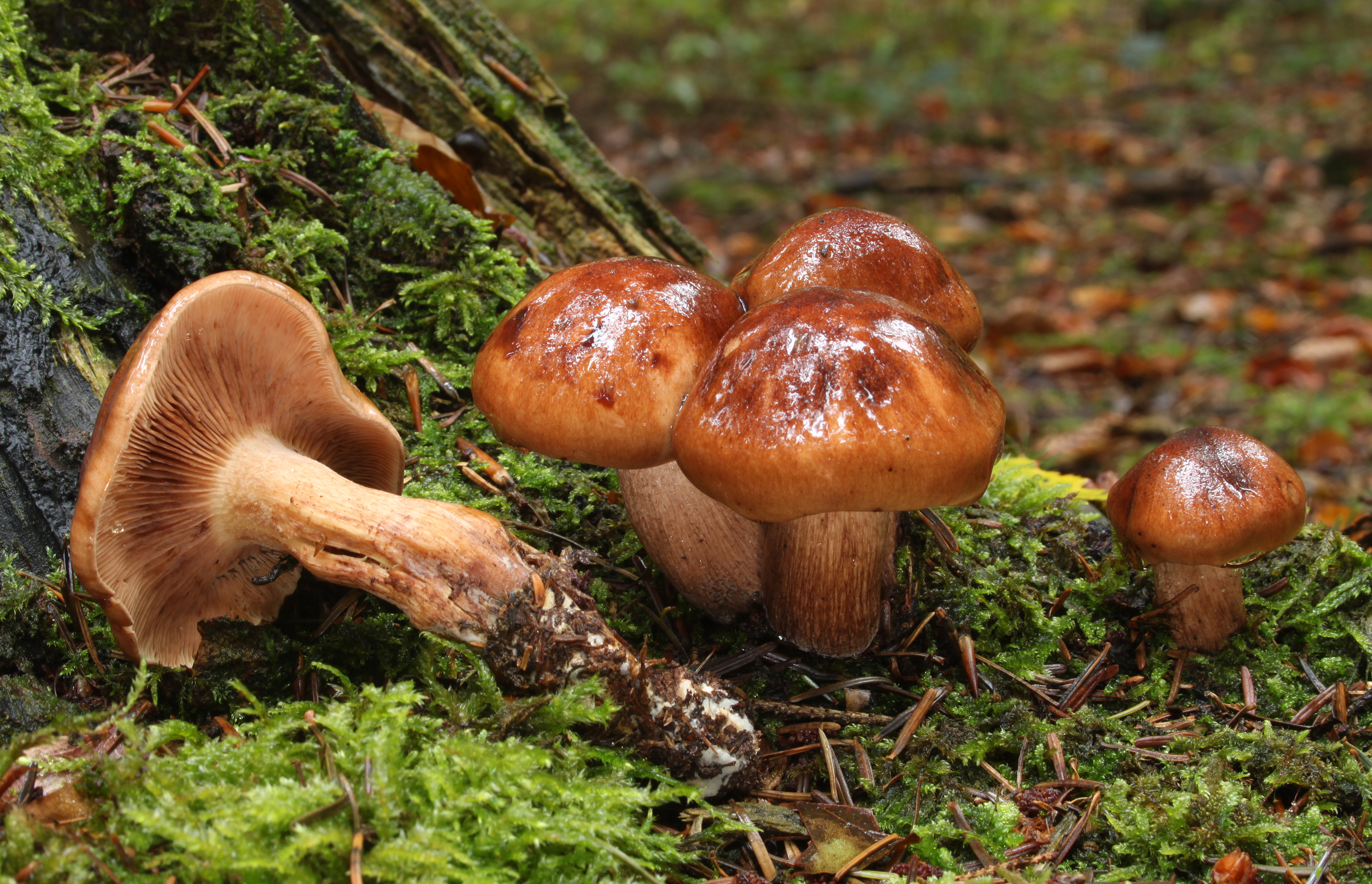
カキシメジ

日本では約2000種のキノコが確認されているが、その中で毒キノコは約150種、中毒事例の多い種は約50種である。
日本における自然毒による食中毒の中ではキノコによる事例が最も発生件数が多く、死者数もフグに次いで2番目に多い。キノコの種別にみると発生件数上位3種はツキヨタケ、クサウラベニタケ、カキシメジであり、この3種で中毒事例の6割以上を占めておりキノコ中毒の御三家と呼ばれることもある。また死亡事例ではドクツルタケが最も多い。
キノコの自生数はその年の気象条件などの影響を受けるため、中毒の発生件数は年による変動が激しい。日本での発生時期は9月、10月に集中しており、1989年から2010年では中毒事例のうち9月、10月の事例が86％を占めていた。地域別に見ると関東以北の新潟県、長野県、北海道、山形県、福島県、岩手県など、伝統的食習慣で野生キノコを盛んに摂取している地域では中毒事例が多い傾向にある。
日本でのキノコ中毒の主な原因は、毒キノコを食用キノコと間違えて採取してしまうことである。また、科学的根拠のない迷信、言い伝えが食中毒の原因となった事例も報告されている。そのような迷信や言い伝えの例として、日本で行われた自然毒に関する迷信のアンケートの結果では、「地味な色のキノコは食べられる」、「塩漬けにすれば毒キノコでも食べられる」、「ナスと一緒に料理すれば食べられる」、「虫食い跡のあるキノコは食べられる」などが挙げられている。